# (7041) Nantucket
(7041) Nantucket  es un asteroide perteneciente al cinturón de asteroides, descubierto el 24 de septiembre de 1960 por Ingrid van Houten-Groeneveld y Cornelis Johannes van Houten, sobre placas de Tom Gehrels desde el Observatorio Palomar, en Estados Unidos.

## Designación y nombre
Nantucket se designó inicialmente como 4081 P-L.
Más adelante fue nombrada en honor a la ciudad estadounidense de Nantucket, localización del Observatorio Maria Mitchell.

## Características orbitales
Nantucket orbita a una distancia media del Sol de 2,2360 ua, pudiendo acercarse hasta 1,9099 ua y alejarse hasta 2,5621 ua. Tiene una excentricidad de 0,1458 y una inclinación orbital de 7,0728° grados. Emplea en completar una órbita alrededor del Sol 1221 días.

## Características físicas
Su magnitud absoluta es 14,3. Tiene 3,903 km de diámetro. Su albedo se estima en 0,168. El valor de su periodo de rotación es de 4,30 h.